# Rio Itu
Le rio Itu est un cours d'eau de l'État du Rio Grande do Sul, au Brésil.

## Étymologie
Selon le philologue et lexicographe brésilien Eduardo Navarro (pt), le nom Itu provient du tupi Ytu (« cascade »).